# Église Saint-Géniès de Litenis
L'église Saint-Géniès de Litenis est une église romane située à Saint-Géniès, village de la commune de Saint-Jean-de-Fos dans le département français de l'Hérault en région Occitanie,.

## Localisation
L'église  (connue jadis sous les noms d'Ecclesia S. Genesii de Ledens et Sanctus Genesius de Litenis) se dresse isolée en pleine campagne, au sud du village, en bordure de la route départementale D9E2 qui relie Saint-Jean-de-Fos à Gignac, à environ 2 km au sud de Saint-Jean-de-Fos, et à 1 km à l'ouest d'une courbe que fait l'Hérault à hauteur d'Aniane.
Le village de Litenis se situait sur le chemin du gué qui était la seule voie de communication entre l'abbaye d'Aniane et l'abbaye de Gellone avant la construction du Pont du Diable vers 1025 ou 1030 et qui jalonnait un très vieil itinéraire orienté nord-ouest / sud-est qui permettait de joindre le Lodévois à la cité de Nîmes et à Maguelone.

## Historique

### Le fisc de Litenis
L'église est mentionnée dès le IXe siècle dans le cartulaire de Gellone comme faisant partie du domaine (le fisc de Litenis) donné en l'an 804 par Charlemagne à son cousin Guillaume de Gellone (saint Guilhem) en récompense de ses faits d'armes contre les Sarrasins. 
Donné par saint Guilhem à l'abbaye de Gellone qu'il fonde en 804, ce fisc (appelé Litenis fiscum ou Fiscum Litenis cum ecclesiis Sancti Johannis et Sancti Genesii,) en constitue l'un des principaux domaines fonciers du IXe au  XIIIe siècle.

### L'église
L'église Saint-Géniès de Litenis est édifiée en style roman au XIIe siècle (voire aux XIe et XIIe siècles ) à l'emplacement d'une des nefs latérales d'un sanctuaire paléochrétien datant du VIe ou  VIIe siècle, révélé par des fouilles archéologiques effectuées de 1994 à 2001.
Le toponyme Liténis, qui désigne le fisc au début du IXe siècle, est rattaché au vocable de l'église Saint-Géniès à partir du XIIe siècle.
L'église de Saint-Jean-de-Fos, qui constitue initialement une annexe de l'église de Litenis, supplante celle-ci comme église paroissiale à la fin du XIIe siècle ou au début du XIIIe siècle.
En 1710, l'église Saint-Géniès est délabrée :  on y installe un ermite pour qu'il la répare et construise son logement au fond de l'église.
Le premier acquéreur après la Révolution s'en servit comme carrière de pierre et abattit la voûte de l'abside et la moitié de celle de la nef : les voûtes et toitures sont reconstruites en 1876.
Propriété de la commune, l'église ne fait l'objet ni d'un classement ni d'une inscription au titre des monuments historiques mais elle figure à l'Inventaire général du patrimoine culturel sous la référence IA00028659.
De 1987 à 2012, l'église Saint-Géniès fait l'objet de trois campagnes de restauration menées par la commune de Saint-Jean-de-Fos avec le support de l'association locale Lo Picart et le concours financier de la Région Languedoc-Roussillon.

## Architecture
À l'est, l'église présente un chevet roman très simple composé d'une abside semi-circulaire unique édifiée en moellons, surmontée d'une corniche en forte saillie et couverte de tuiles. L'abside, non décorée, est simplement percée d'une fenêtre axiale et est soutenue, du côté sud, par un contrefort.
Tandis que la façade nord est entièrement lisse, la façade méridionale est percée d'une baie cintrée à simple ébrasement, d'une fine fenêtre en forme de meurtrière et d'un portail en plein cintre en avant-corps, dont les piédroits aux impostes saillantes supportent une archivolte à double voussure.
À l'ouest, l'église présente un imposant clocher-mur complètement rectangulaire percé à son sommet de quatre grandes baies campanaires dont une seule abrite une cloche.